# Un personnage en quête de corps
Un personnage en quête de corps (titre original : Ringing the Changes) est une nouvelle de science-fiction de Robert Silverberg.

## Publications
Entre 1970 et 2014, la nouvelle a été éditée à quinze reprises dans des recueils de nouvelles de Robert Silverberg ou des anthologies de science-fiction.

### Publications aux États-Unis
La nouvelle est parue en novembre 1970 dans l'anthologie Alchemy & Academe composée par Anne McCaffrey, éd. Doubleday, novembre 1970, sous le titre Ringing the Changes.
Elle a ensuite été régulièrement rééditée dans de nombreux recueils de Robert Silverberg et diverses anthologies.

### Publications en France
La nouvelle est publiée en France :
- dans le recueil Trips, éditions Calmann-Lévy, collection Dimensions SF no 23, 4e trimestre 1976  (ISBN 2-7021-0168-2) ; réédition chez J'ai lu en 1980, chez Presses Pocket no 5353 en 1989 puis en 1995 ;
- dans l'anthologie Chute dans le réel, Éditions Omnibus, janvier 1996 ;
- en 2002, dans le recueil Le Chemin de la nuit paru chez Flammarion, avec une traduction de Jacques Chambon, avec une nouvelle édition en livre de poche chez J'ai lu en 2004. Elle est donc l'une des 124 « meilleures nouvelles » de Silverberg sélectionnées pour l'ensemble de recueils Nouvelles au fil du temps, dont Le Chemin de la nuit est le premier tome.

### Publication en Grande-Bretagne
La nouvelle a été publiée en Grande-Bretagne dans l'anthologie To the Dark Star (1991).

## Résumé
Le récit alterne entre l'auteur-omniscient qui raconte la nouvelle, et le narrateur, l'une des « âmes sans corps ». En effet, des corps ont été placés en état de biostase, tandis que les « esprits » des biostasés ont été stockés en « Chambre de transfert » dans l'attente du réveil. Or par suite d'un problème informatique inattendu, on n'arrive plus à « réassigner » chaque âme à son corps. 
Les techniciens chargés de résoudre le problème opèrent donc au cas par cas, et le lecteur suit les tribulations d'une âme qui est logée dans un corps, puis un autre, puis un autre, etc., afin qu'elle retrouve son corps initial. Les tentatives se révèlent infructueuses, et finalement le narrateur, qui en a assez de la vie, se résout à mentir et à dire que le corps dans lequel on l'a placé en dernier lieu est bien le sien. Il s'agit du corps d'un homme mourant… 
La nouvelle se termine ainsi : « La mort vint deux semaines plus tard, dans la paix, la paix la plus totale. »